# Tom Hayden
Thomas Emmett "Tom" Hayden (11 de diciembre de 1939-23 de octubre de 2016) fue un activista social y político, muy conocido por su participación en los movimientos antiguerra y de los derechos civiles de los años 1960. 

## Biografía
Hayden nació en Detroit, Míchigan, de dos progenitores originarios de Irlanda. Fue alumno de la Universidad de Míchigan, donde actuó como editor del Michigan Daily y fue uno de los fundadores del grupo de activismo estudiantil SDS, Students for a Democratic Society. 
En 1961, se casó con Casey Hayden, una texana activista de los derechos civiles que trabajaba para el Comité de Coordinación de los Estudiantes No